# Eyes That Never Lie
Eyes That Never Lie je pjesma s kojom je Petr Elfimov predstavljao Bjelorusiju na Euroviziji 2009. u Moskvi, Rusija. Novu verziju za Euroviziju je izradio Tero Kinnunen, a snimio Finnvox Studios u Helsinkiju, Finska. U prvom polufinalu 12. svibnja pjesma nije uspjela proći u finale. Završila je 13. s 25 bodova.